# Charlene Woitha
Charlene Woitha (* 21. August 1993 in Berlin) ist eine deutsche Leichtathletin, die sich auf den Hammerwurf spezialisiert hat.

## Berufsweg
Woitha besuchte das Coubertin-Gymnasium in Berlin, ein Sportgymnasium und eines der beiden Standorte des Schul- und Leistungssportzentrums Berlin. 2013 machte sie Abitur. Anschließend besuchte sie für ein Jahr die Bbw Akademie für Betriebswirtschaftliche Weiterbildung und ist seit 1. September 2014 Sportsoldatin bei der Bundeswehr.

## Sportliche Laufbahn
Als Charlene Woitha 17 Jahre alt war, wechselte sie auf Vorschlag ihrer Trainerin vom Siebenkampf zum Hammerwurf, was nach eigener Aussage des damaligen Teenagers im ersten Moment am Selbstwertgefühl nagte.
2008 war sie Deutsche Vizemeisterin mit der Mannschaft bei den Schülermehrkampf- und Blockmeisterschaften im Siebenkampf geworden, und steigerte sich nach der Neuausrichtung auf den Hammerwurf binnen weniger Monate von 38,46 m im Sommer 2010 bis zum darauffolgenden Frühjahr auf Weiten über 50 Meter.
2014 trat Woitha erstmals international an, beim Winterwurf-Europacup im portugiesischen Leiria, und belegte mit 65,03 m den fünften Platz der U23.
2015 kam ein 6. Platz bei den U23-Europameisterschaften in Tallinn hinzu.
2016 holte sich Woitha den 3. Platz bei den Deutschen Meisterschaften und wurde später nachträglich für die Olympischen Spiele in Rio de Janeiro nominiert, wo sie wie bei den Europameisterschaften in Amsterdam in der Qualifikation ausschied.
2017 war von zwei Verletzungen und einem unfreiwilligen Trainerwechsel überschattet.
2018 belegte Woitha mit der Mannschaft den 1. Platz beim Winterwurf-Europacup in Leiria, wozu sie durch einen 8. Rang im Einzel beitrug.
2019 wurde Woitha erstmals Deutsche Meisterin im Hammerwurf.
Woitha gehört seit der Leistungssportreform zum Perspektivkader des Deutschen Leichtathletik-Verbandes (DLV) und war zuvor im B-Kader.

## Vereinszugehörigkeiten
Charlene Woitha startet seit dem 1. Januar 2014 für den SCC Berlin und war zuvor beim SV Preußen Berlin.
Jahresbestleistungen
Hammer (4 kg)
| 2010 | 38,46 m    |
| 2011 | 50,41 m    |
| 2012 | 54,40 m    |
| 2013 | 61,79 m    |
| 2014 | 65,92 m    |
| 2015 | 68,05 m    |
| 2016 | 70,98 m PB |
| 2017 | 66,80 m    |
| 2018 | 69,34 m    |

Persönliche Bestleistung
Am 24. Juni 2016 warf Woitha 70,98 m beim 17. Zeulenroda-Meeting.

## Erfolge
national
- 2008: Vizemeisterin Deutsche Schüler-Mehrkampf-/Blockmeisterschaften (Siebenkampf-Mannschaft)
- 2012: 4. Platz Deutsche U20-Meisterschaften (Hammerwurf)
- 2014: 3. Platz Deutsche U23-Meisterschaften (Hammerwurf)
- 2014: 5. Platz Deutsche Meisterschaften (Hammerwurf)
- 2015: Deutsche U23-Meisterin (Hammerwurf)
- 2015: 3. Platz Deutsche Meisterschaften (Hammerwurf)
- 2016: 3. Platz Deutsche Meisterschaften (Hammerwurf)
- 2018: 3. Platz Deutsche Meisterschaften (Hammerwurf)
- 2019: 1. Platz Deutsche Meisterschaften (Hammerwurf)

international
- 2015: 7. Platz Militär-Weltmeisterschaften (Hammerwurf)
- 2015: 6. Platz U23-Europameisterschaften (Hammerwurf)
- 2016: Teilnahme Europameisterschaften (Hammerwurf)
- 2018: Winterwurf-Europacup (1. Platz Mannschaft, 8. Platz einzel)